# Pleuroceras pseudoplatani
Pleuroceras pseudoplatani är en svampart som först beskrevs av Tubeuf, och fick sitt nu gällande namn av M. Monod 1983. Pleuroceras pseudoplatani ingår i släktet Pleuroceras och familjen Gnomoniaceae.   Inga underarter finns listade i Catalogue of Life.